# تیم ملی فوتسال کرواسی
تیم ملی فوتسال کرواسی  نماینده کرواسی در مسابقات بین‌المللی فوتسال و یکی از تیم‌های فوتسال اروپایی است.
براساس رده‌بندی فیفا تیم فوتسال کرواسی جایگاه ١٠ را در بین تیم‌های ملی فوتسال جهان دارد.